# Guelendzhik
Guelendzhik (en ruso: Геленджи́к) es una ciudad turística del krai de Krasnodar, en Rusia. Está situada a orillas de la bahía de Gelendzhik de la orilla nororiental del mar Negro, en el krai de Krasnodar, a unos 88 km en línea recta al suroeste de Krasnodar. Tenía una población de 54 980 habitantes en 2010.
Es centro administrativo del ókrug urbano Ciudad de Gelendzhik.

## Historia

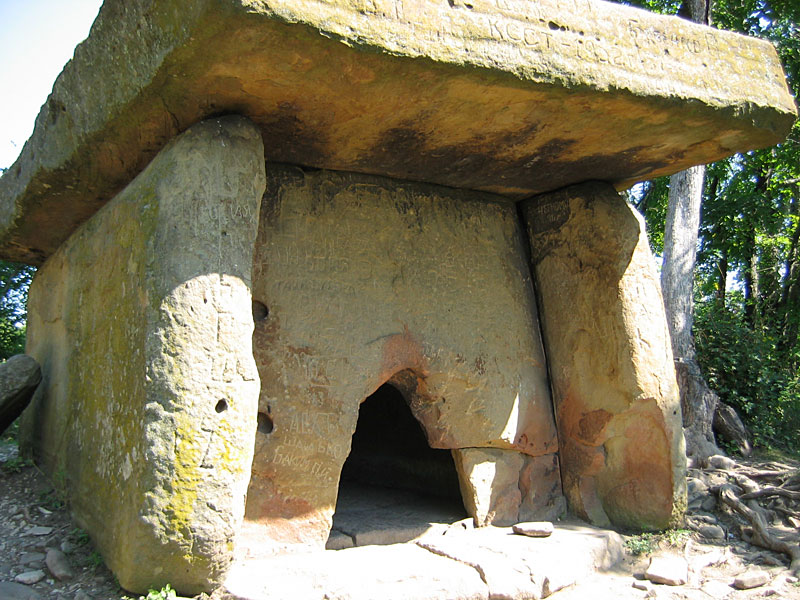
Dolmen en el valle del río Doguab, en los alrededores de Pshada

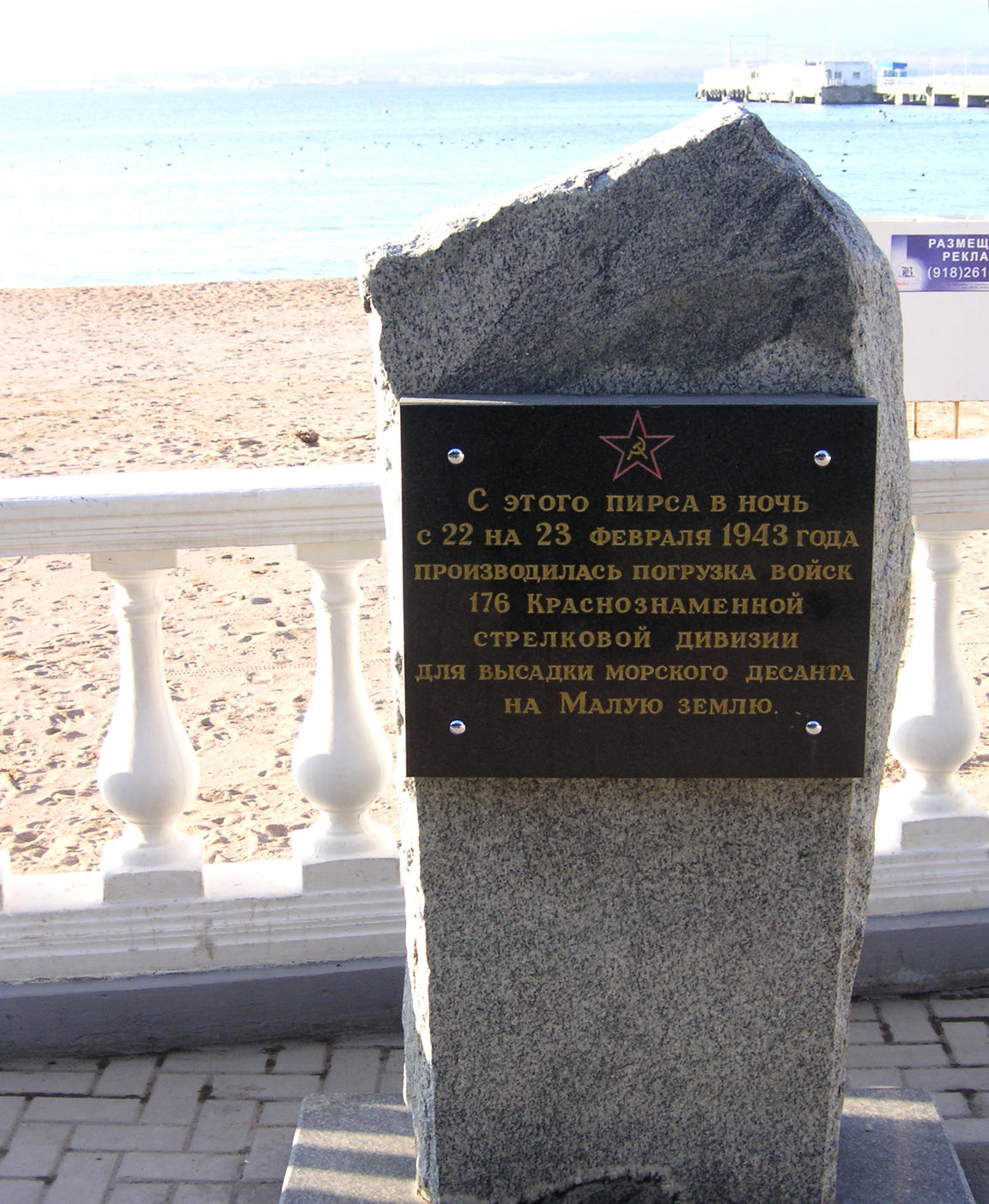
Monumento que señala el lugar de embarque de los soldados que participaron en la operación en Málaya Zemliá

La historia de la población humana en la región de la actual ciudad de Gelendzhik se remontan a la Edad de Piedra, de lo que hay restos en los alrededores en forma de dólmenes fechados en el III milenio a. C.
En el siglo IV a. C. en la orilla de la bahía de Gelendzhik se hallaba la colonia comercial griega de Torik (en griego: Τορικος), que más tarde se convertiría en las ciudades bizantinas de Pagra y Yeptala.
Posteriormente se establecería aquí una asentamiento adigué (shapsug y natujaitsy). Su nombre moderno proviene del idioma adigué jyliezhi (хылъэжъый, "pequeña bahía"). Otras versiones de la etimología del término explica que proviene del megreliano galendzhija (галенджиха, "fortaleza del norte"), del árabe jelenzh ("álamo") o del túrquico gelend-zhik ("la novia blanca"), pero tienen menos fundamentos. Desde el siglo XV fue parte del Imperio otomano.
En 1829, la región pasa al Imperio ruso por el tratado de Adrianópolis. En 1831, el general E. A. Berjman decide erigir aquí el reducto de Gelendzhik, que formaría parte de la línea defensiva costera del mar Negro. El 22 y 23 de septiembre de 1837, el zar Nicolás I, el zarévich y su séquito visitan el fuerte y pasan revista al regimiento. Ese mismo mes, llegaría aquí Mijaíl Lérmontov desde Tamán con el regimiento de Nizhni Nóvgorod, en el que fue exiliado por Nicolás I desde la guardia imperial como castigo por su poema La muerte del poeta, escrito apasionadamente, mostrando la cólera de la nación por la muerte en duelo de Aleksandr Pushkin. Este viaje sería posteriormente emulado por su personaje Grigori Pechorin en su novela Un héroe de nuestro tiempo. En Gelendzhik, un paseo con el nombre de Lérmontov y una estatua del mismo rememoran estos hechos.
En 1854, durante la guerra de Crimea, los militares rusos se ven obligados a demoler y abandonar el fuerte, que el ejército ruso ha ocupado de nuevo en 1857.
En 1864, se funda la stanitsa Gelendzhíkskaya como parte del regimiento costero shapsug, que sería disuelto en 1870, tras lo que es reconvertida en el asentamiento Gelendzhíkskoye del ókrug de Novorosíisk de la Gobernación del Mar Negro. Recibió el estatus de seló en 1896 con el nombre actual. Su población se componía de rusos, armenios, ucranianos y griegos pónticos.
En 1900, se abre el primer sanatorio privado y, en 1907, se declaraba oficialmente a la costa de la bahía zona balnearia. Un sanatorio para niños enfermos de tuberculosis ósea se erigió en 1913, que actualmente se denomina GBUZ Detski sanatori im. O. Revoliútsii dlia detéi s bolezniu oporno dvígatelnogo aparata (para niños con enfermedades del aparato motriz). En 1915, le fue concedido el estatus de ciudad. Entre 1923 y 1963, fue centro del raión de Gelendzhik.
Durante la Gran Guerra Patria, Gelendzhik hacía la función de hospital de la retaguardia. El grupo de Tsézar Kúnikov se embarcó aquí en 1943 en su operación para liberar la región de Málaya Zemliá. La ciudad sufrió fuertes ataques de la aviación enemiga. Tras la guerra, la localidad fue reconstruida y se amplió el centro balneario, que en 1970 fue declarado balneario de nivel estatal de la Unión Soviética.

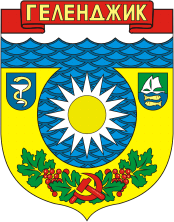
Escudo de 1972.
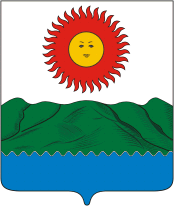
Escudo de 1998.

## Demografía

### Evolución demográfica
| 1897  | 1926  | 1959   | 1970   | 1979   | 1989   | 2000   | 2003   | 2005   | 2008   | 2009   | 2010   |
| ----- | ----- | ------ | ------ | ------ | ------ | ------ | ------ | ------ | ------ | ------ | ------ |
| 1 800 | 4 500 | 16 500 | 29 100 | 36 500 | 47 700 | 54 100 | 50 000 | 50 700 | 52 600 | 53 100 | 54 980 |

### Composición étnica
La mayor parte de la población de la ciudad en 2002 era de etnia rusa (83 %), seguida de la etnia griega (5.7 %), la etnia ucraniana (3.8 %) y la etnia armenia (2.7 %), entre otras.

## Clima
El clima de la localidad es subtropical. El clima invernal suave de la región hace de Gelendzhik lugar de invernada de aves acuáticas. Entre noviembre y marzo, la región sufre los embates de un viento frío tipo bora, que desciende desde las laderas del Cáucaso Norte, y que alcanza de media los 15 m/s (aunque en algunos casos alcanza entre 30 y 70 m/s, como el 7 y 8 de febrero de 2012, en que alcanzó los 40 m/s).
En ocasiones, la ciudad padece fuertes aguaceros, como el 6 de julio de 2012, en que cayeron 231 mm, produciéndose graves inundaciones que tuvieron coste en vidas humanas.
| Parámetros climáticos promedio de Gelendzhik | Parámetros climáticos promedio de Gelendzhik | Parámetros climáticos promedio de Gelendzhik | Parámetros climáticos promedio de Gelendzhik | Parámetros climáticos promedio de Gelendzhik | Parámetros climáticos promedio de Gelendzhik | Parámetros climáticos promedio de Gelendzhik | Parámetros climáticos promedio de Gelendzhik | Parámetros climáticos promedio de Gelendzhik | Parámetros climáticos promedio de Gelendzhik | Parámetros climáticos promedio de Gelendzhik | Parámetros climáticos promedio de Gelendzhik | Parámetros climáticos promedio de Gelendzhik | Parámetros climáticos promedio de Gelendzhik |
| Mes                                          | Ene.                                         | Feb.                                         | Mar.                                         | Abr.                                         | May.                                         | Jun.                                         | Jul.                                         | Ago.                                         | Sep.                                         | Oct.                                         | Nov.                                         | Dic.                                         | Anual                                        |
| -------------------------------------------- | -------------------------------------------- | -------------------------------------------- | -------------------------------------------- | -------------------------------------------- | -------------------------------------------- | -------------------------------------------- | -------------------------------------------- | -------------------------------------------- | -------------------------------------------- | -------------------------------------------- | -------------------------------------------- | -------------------------------------------- | -------------------------------------------- |
| Temp. máx. media (°C)                        | 7.7                                          | 7.8                                          | 10.9                                         | 15.1                                         | 20.1                                         | 24                                           | 27.4                                         | 28                                           | 24                                           | 19.5                                         | 14.6                                         | 10.7                                         | 17.5                                         |
| Temp. mín. media (°C)                        | 0.5                                          | 0.1                                          | 2.6                                          | 6.5                                          | 11.2                                         | 15.4                                         | 18.5                                         | 18.9                                         | 14.8                                         | 10.3                                         | 5.6                                          | 2.3                                          | 8.3                                          |
| Precipitación total (mm)                     | 80                                           | 66                                           | 56                                           | 46                                           | 44                                           | 50                                           | 53                                           | 53                                           | 49                                           | 51                                           | 71                                           | 97                                           | 716                                          |
| Fuente: El clima en Gelendzhik               |                                              |                                              |                                              |                                              |                                              |                                              |                                              |                                              |                                              |                                              |                                              |                                              |                                              |

## Educación

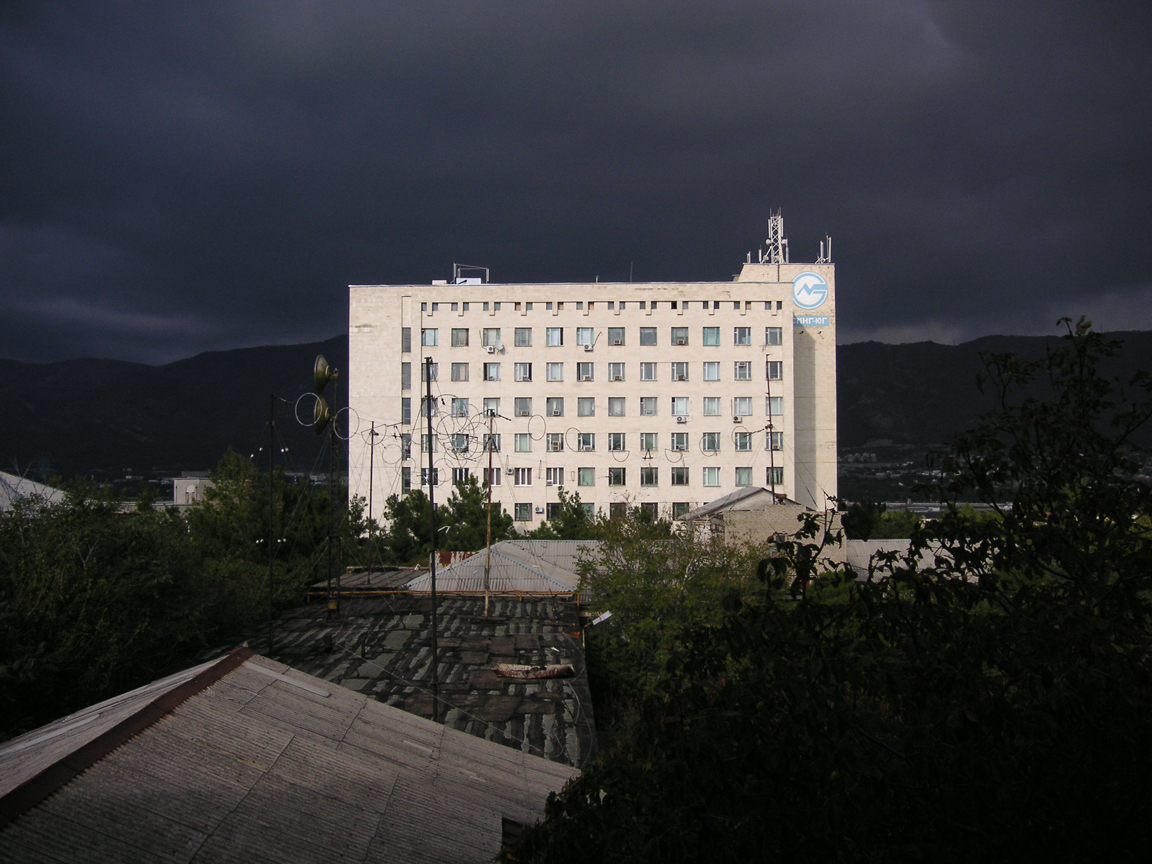
Edificio del Instituto de Geofísica de Hidrocarburos Sevmoroneftegeofízika-Yug.

En cuanto a las instituciones científicas, cabe destacar el Centro de pruebas climáticas de Gelendzhik (filial del Instituto Panruso de Materiales Aeronáuticos), el instituto para el estudio de los hidrocarburos y geofísica Sevmorneftegeofízika-Yug, la Asociación meridional de investigación y producción de exploración geológica marítima y la sección meridional del Instituto de Oceanografía P. P. Shirshov de la Academia de Ciencias de Rusia.
Respecto a los institutos de enseñanza superiores, la ciudad cuenta con el Instituto de Artes de Gelendzhik, el Instituto de Gestión de Gelendzhik, una filial de la Universidad Estatal del Kubán y una filial del Instituto de Estatal de Radiotecnología V. D. Kalmykov de Taganrog de la Universidad Federal del Sur. Otro establecimiento de estudios de la localidad es el Liceo del académico M. P. Shentinin.

## Deporte
En 2004, se creó la asociación para la educación física y el deporte Futbolny klub "Spartak" ("Club de Fútbol Spartak"). Participa en la Primera división de la liga del krai de Krasnodar, de la cual quedó en segunda posición en 2006 y 2007, y en tercera posición en 2008.
En 1999, se creó el centro para el desarrollo de la educación física y el deporte Basko. El centro sirve como Escuela de Deportes para la Infancia y la Juventud de deportes de fuerza, actividades para minusválidos, y otras actividades. En el año 2000, se creó una escuela estatal de vela en la localidad.

## Lugares de interés

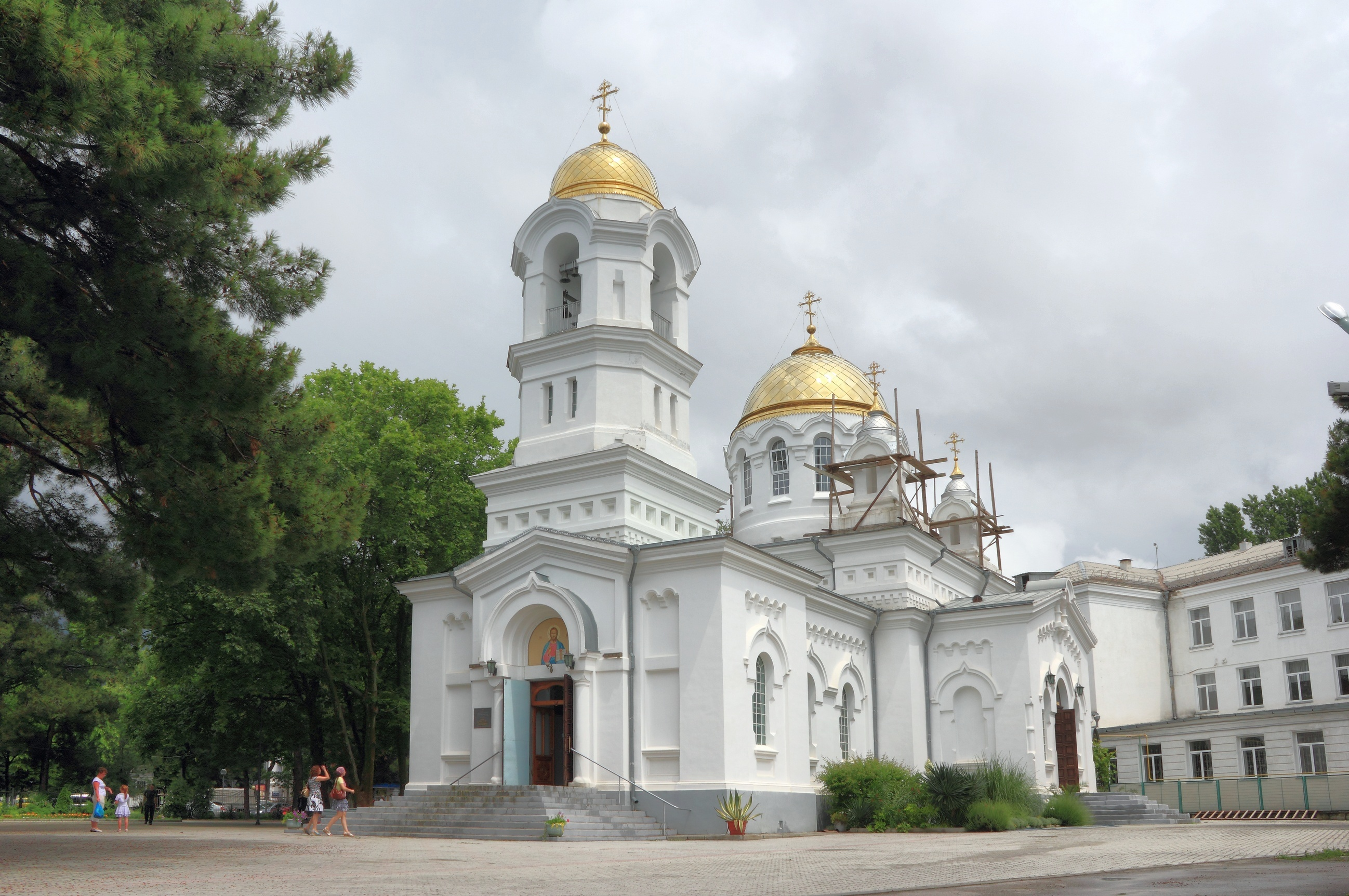
Iglesia de la Divina Ascensión.

Puede destacarse la galería de arte ecológico Bélaya Lóshad, el Museo histórico-territorial y la casa-museo Vladímir Korolenko.
Diversos monumentos adornan la ciudad, como el monumento a los "Héroes Victoriosos de la Gran Guerra Patria", el monumento al bicentenario de Aleksandr Pushkin, el monumento a Vladímir Ilich Uliánov "Lenin", el jardín junto a la alcaldía de la localidad, la calle Pervomáiskaya ("Primero de Mayo"), el monumento en el malecón de Gelendzhik  "El Ancla" y el monumento a los Héroes de las guerras no declaradas.
Entre sus iglesias resaltan la iglesia de la Divina Ascensión (Вознесения Господня, 1904-1909), la iglesia de San Miguel de Chernígov en el cabo Tonki (Михаила Черниговского, 1910-1912, reformada en la década de 1990), la iglesia Sviato-Preobrazhénskaya (1913), entre otras.
En la ladera de la cordillera de Markotj se halla un letrero con la inscripción Gelendzhik, en el mismo sitio en el que en época soviética se podía leer Lenin con nosotros (Ленин с нами).
Cada dos años se celebra en Gelendzhik la Exposición Internacional Hydroaviasalón de hidroaviación.

## Economía y transporte

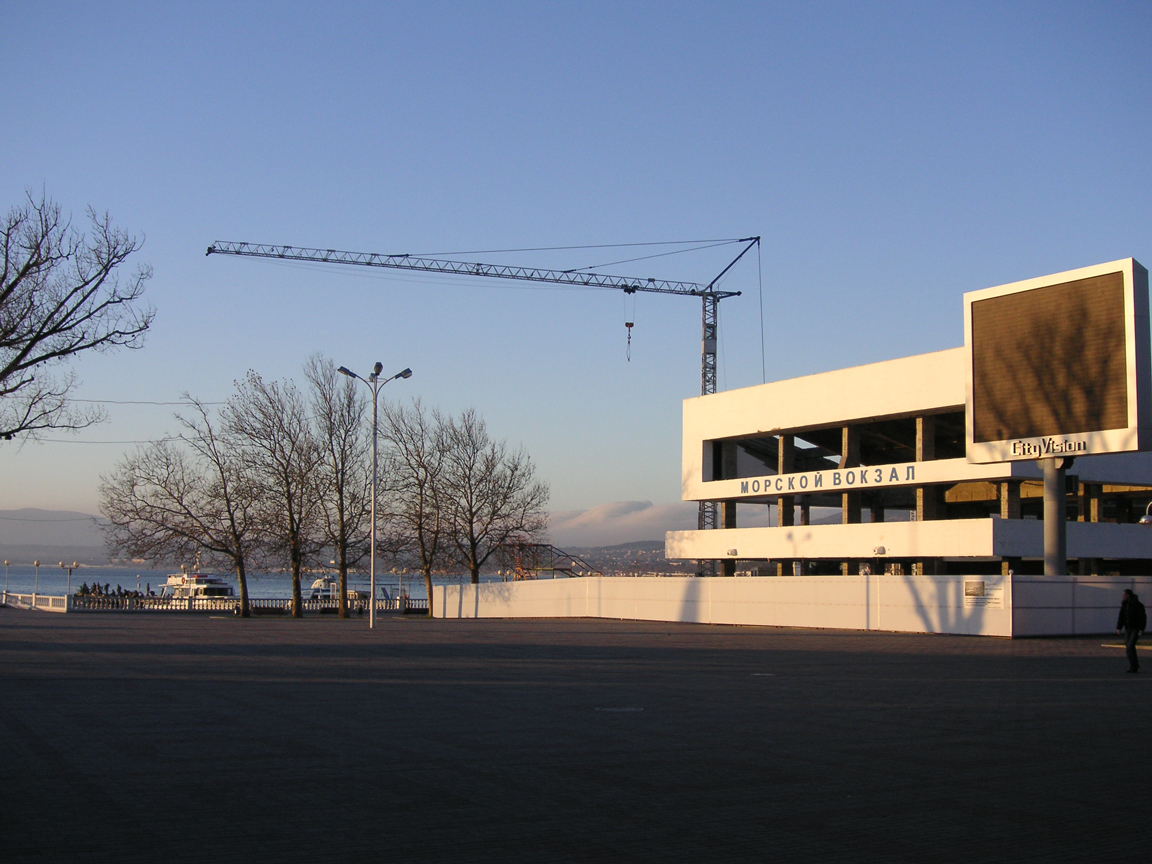
Vista de la terminal marítima en 2006.

La economía del Gelendzhik está considerablemente desarrollada, según los datos oficiales, entre 1998 y 2007 los ingresos de todos los niveles de presupuestos han aumentado 26 veces. La principal actividad económica de la localidad, por su peso específico en el presupuesto de la localidad, es el turismo balneario, tras el que se halla el comercio y la restauración, la ciencia y la construcción. Los principales sanatorios de la ciudad son: Gelendzhik, Golubaya volná, Druzhba, Krásnaya talka, im. Lomónosov M. V., Rus, Sólnechny béreg, Chernomorets, Pansionat Stroítel, Pansionat Privétlivy béreg y Pansionat Kavkaz. La industria alimenticia está representada en la localidad por la vinicultura entre otras actividades.
Desde el 5 de junio de 2010, opera el reformado aeropuerto de Gelendzhik, por el momento una estación aeronáutica temporal que sirve no menos de 5-10 aviones en la temporada vacacional (140 pasajeros por hora), que será completado en 2014 (500 pasajeros por hora, con conexiones internacionales. Se ha construido una pista de 3 100 m y un edificio aeroportuario. Cuando se finalice, podrá recibir aviones de los tipos Tu-154, Yak-42, A320, B757, B737 y análogos.
Gelendzhik carece de servicio ferroviario. No obstante, existe un servicio de minibuses que unen la localidad con Novorosíisk, terminal de un ramal del ferrocarril del Cáucaso Norte desde donde se puede acceder al servicio a nivel regional y estatal. Existe un proyecto sin plazos conocidos para la construcción de un ferrocarril entre Novorosíisk y Gelendzhik.
Inmediatamente al norte de la localidad (a los pies de la cordillera de Markotj) pasa la carretera federal M4 Don Moscú-Novorosíisk, que comparte calzada en este tramo con la carretera federal M27 Novorosíisk-Ádler. En cuanto al transporte rodado urbano, cuenta con una decena de líneas de autobuses urbanos y conexiones con todas las localidades del ókrug urbano de Gelendzhik.
La bahía de Gelendzhik sirve como puerto de buques de investigación científica, pesqueros y de transporte de pasajeros (transbordadores a otras localidades del litoral y embarcaciones de recreo). El edificio de la terminal portuaria es objeto de remodelación. En el cabo Tonki al suroeste de la localidad opera una terminal de carga que se utiliza principalmente para el transporte de productos agrícolas a Turquía. La terminal es una de las mayores empresas de la ciudad.
Un telesilla realiza el servicio de transporte entre la ciudad y las cimas aledañas a la misma de la cordillera de Markotj.

## Ciudades hermanadas
- Cramlington, Inglaterra.
- Angulema, Francia (1977)
- Hildesheim, Alemania (1992)
- Baden, Austria (2006)
- Kalifeya, Grecia (2008)
- Vítebsk, Bielorrusia

## Personalidades
- Lev Tijomírov (1852-1923), monárquico ruso.
- Oleg Anófriyev (*1930), actor de teatro y cine soviético y ruso.